# Szentkirályszabadja, Veszprém
Szentkirályszabadja  este un sat în districtul Veszprém, județul Veszprém, Ungaria, având o populație de 2.015 locuitori (2011). 

## Demografie
Componența etnică a satului Szentkirályszabadja
     Maghiari (94,17%)
     Romi (3,74%)
     Germani (1,18%)
     Necunoscut (0,64%)
     Ruși (0,27%)
     Alții (0,64%)
Componența confesională a satului Szentkirályszabadja
     Romano-catolici (37,72%)
     Fără religie (16,87%)
     Reformați (13,5%)
     Atei (1,39%)
     Necunoscută (28,88%)
     Alte religii (3,03%)
Conform recensământului din 2011, satul Szentkirályszabadja avea 2.015 locuitori. Din punct de vedere etnic, majoritatea locuitorilor (94,17%) erau maghiari, existând și minorități de romi (3,74%) și germani (1,18%). Apartenența etnică nu este cunoscută în cazul a 0,64% din locuitori. Nu există o religie majoritară, locuitorii fiind romano-catolici (37,72%), persoane fără religie (16,87%), reformați (13,5%) și atei (1,39%). Pentru 28,88% din locuitori nu este cunoscută apartenența confesională.